# Conques
Conques korábbi község Franciaország Okcitánia régiójában, Aveyron megyében. Lakosainak száma 246 fő (2018. január 1.). Conques Grand-Vabre, Noailhac, Saint-Cyprien-sur-Dourdou és Sénergues községekkel határos.
2016. január 1-jén három másik korábbi községgel egyesült és az így létrejött Conques-en-Rouergue új község része lett.

## Népesség
A település népességének változása:
| Lakosok száma | 529  | 479  | 404  | 362  | 286  | 281  | 255  | 248  | 250  | 246  |
|               | 1962 | 1968 | 1982 | 1990 | 2006 | 2008 | 2013 | 2015 | 2017 | 2018 |